# Via Maris
Via Maris è il nome moderno dato a un'antica via commerciale, risalente alla prima Età del bronzo, che collegava l'Egitto con il Levante e quindi con l'Anatolia e la Mesopotamia. Assieme alla Via Regia, la Via Maris fu una delle principali strade che collegavano l'Africa con l'Asia e l'Europa.

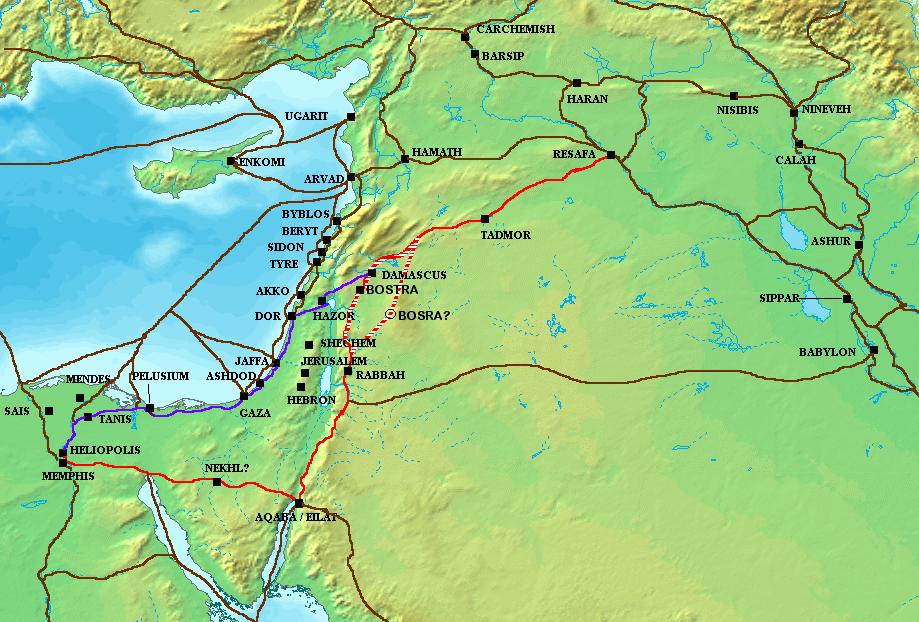
La Via Maris (viola), la Via Regia (rosso) e altre antiche vie di commercio nel Vicino Oriente antico verso il 1300 a.C.

## Descrizione tradizionale

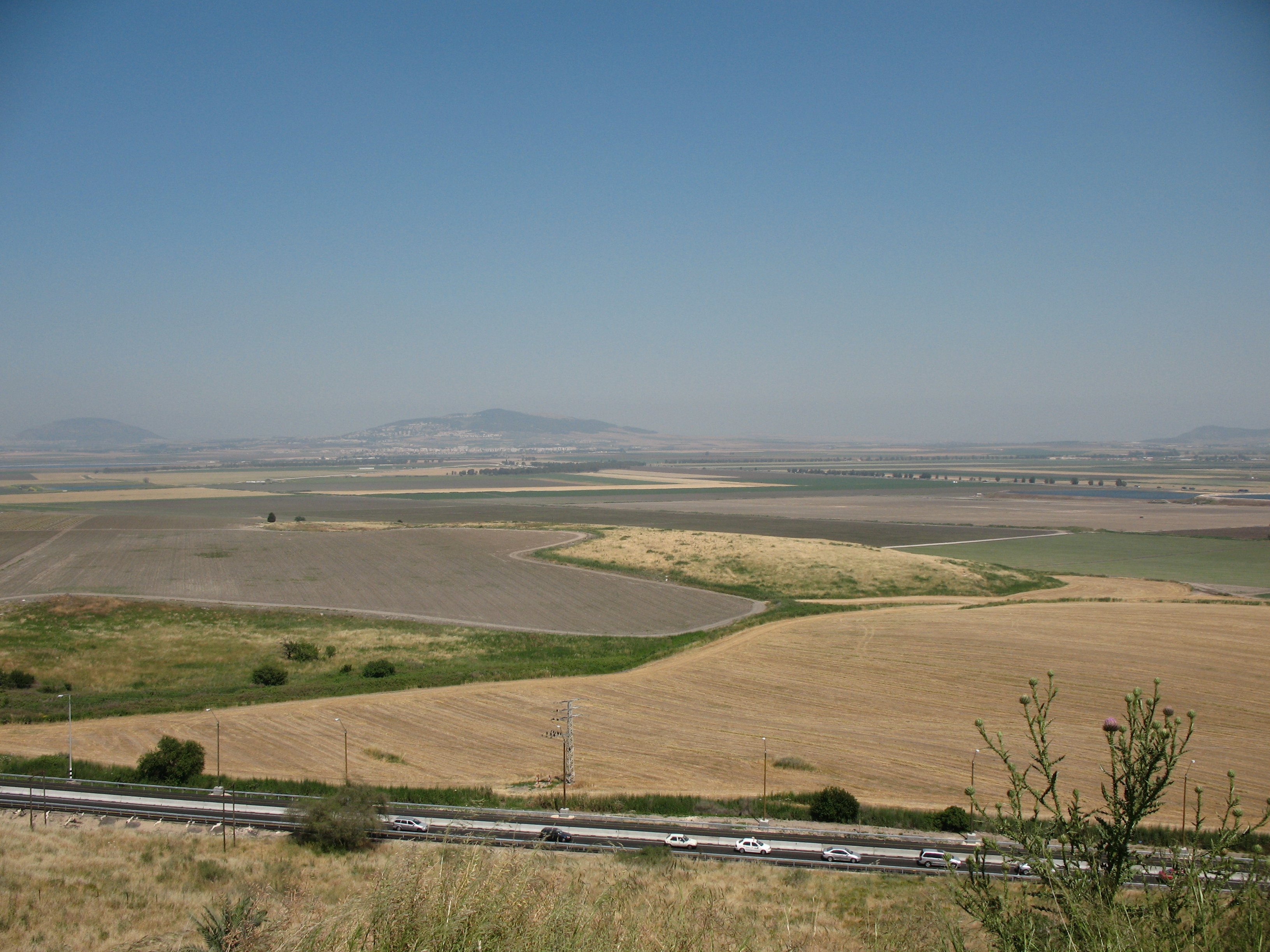
Via Maris

Se la Via Regia tagliava la penisola del Sinai da Menfi ad est, fino al Golfo di Aqaba, e poi voltava a nord, verso la Transgiordania e Damasco, la Via Maris pare raggiungesse Damasco lambendo il Mar Mediterraneo, per poi, a Dor, voltare verso Hazor.
La Via Maris si incrociava con altre strade mercantili, così che uno poteva viaggiare agevolmente fra i centri mercantili dell'Egitto e quelli degli imperi settentrionali in Siria, Anatolia e Mesopotamia(attualmente Siria, Turchia, Iraq e Iran).
Il suo primo nome fu "Via dei Filistei", un riferimento fatto al suo transitare lungo la costa pianeggiante del Mediterraneo nel tratto comprendente Gaza e la Pianura di Sharon (quella fra Tel Aviv e Haifa), territorio abitato appunto dai Filistei.
"Via Maris" significa in latino "Via del Mare". Il nome deriva da un passaggio della Vulgata neo-testamentaria), dove nel Vangelo secondo Matteo ("Secundum Mattheum"), capitolo 4, versetto 15, si può leggere in latino:
terra Zabulon et terra Nephthalim via maris trans Iordanen Galilaeae gentium
(NVB, San Paolo Edizione, 1995)
Il versetto ricordava la profezia di Isaia (Isaia, 8:23 oppure 9:1):
(Nuova CEI, San Paolo Edizione, 2009)
La Via Maris partiva da al-Qantara e giungeva a est di Pelusium, seguendo la costa settentrionale del Sinai attraversando el-Arish e Rafah. Da lì seguiva la costa di Canaan passando per Gaza, Ashkelon, Ashdod, Joppa e Dor.
All'altezza di Dor, la moderna Hadera, la Via si divideva in due tronchi: uno diretto lungo la costa mediterranea in direzione di Tiro e dell'Anatolia, mentre l'altro piegava verso l'interno, attraversando la catena del Carmelo e la valle di Jezreel nei pressi della città di Megiddo e proseguendo verso il Mar di Galilea fino a giungere a Tiberiade. Costeggiava poi la sponda occidentale del lago passando attraverso Migdal, Capernaum e Hazor. Da Hazor s'inerpicava bruscamente sulle Alture del Golan e sviluppava serpeggiando il suo tracciato verso nordest in direzione di Damasco. Qui i viaggiatori potevano proseguire lungo la Via Regia e dirigersi verso il fiume Eufrate oppure procedere verso nord in direzione dell'Anatolia.